# Abakada
O alfabeto abakada é uma adaptação local do alfabeto latino para uso pela língua tagalo das Filipinas. Esse alfabeto criado por Lope K. Santos em 1940 foi oficialmente adotado pela “Comissão da Língua filipina (Instituto da Língua Nacional)”  ou Surian ng Wikang Pambansâ para ser usado pela língua filipina (Língua Nacional com base no Tagalo) - Wikang Pambansâ na Batay sa Tagalog, também chamada de  Wikang Pambansâ.

## Sequência do alfabeto  Abakada
| Letras Maiúsculas ou Caixa Alta  |   |   |   |   |   |   |   |   |   |   |    |   |   |   |   |   |   |   |   |
| A                                | B | K | D | E | G | H | I | L | M | N | NG | O | P | R | S | T | U | W | Y |
| Letras Minúsculas ou Caixa Baixa |   |   |   |   |   |   |   |   |   |   |    |   |   |   |   |   |   |   |   |
| a                                | b | k | d | e | g | h | i | l | m | n | ng | o | p | r | s | t | u | w | y |

## História
Durante o período da história Filipina anterior a 1521 (Conquista Espanhola das Filipinas), o tagalo antigo era escrito com a o alfabeto Kawi ou o Baybayin. O Dr.José Rizal, heroi nacional das Filipinas, inicialmente sugeriu que se “indigenizasse“ um alfabeto para as línguas filipinas ao substituir as letras C e Q pelo  K. Com base nessa “indigenização” proposta por Rizal, o Abakada se tornou a escrita da língua Tagalo.
Presentemente,todas as línguas das Filipinas podem ser escritas com o uso do Alfabeto filipino moderno, o qual, alias, inclui todas as letras do alfabeto Abakada.

## Relações – Abakada e Babaiyin

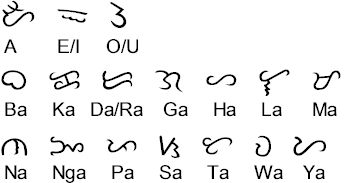
Escrita Baybayin, mostrando as equivalências com as 20 letras do Abakada

.
A – "A"
B – "Ba"
K – "Ka"
D – "Da"
E – "E"
G – "Ga"
H – "Ha"
I – "I"
L – "La"
M – "Ma"
N – "Na"
Ng – "Nga"
O – "O"
P – "Pa"
R – "Ra"
S – "Sa"
T – "Ta"
U – "U"
W – "Wa"
Y – "Ya"